# Jangoda (Pjassina)
Die Jangoda (russisch Янгода) ist ein 288 km langer rechter Nebenfluss der Pjassina in der russischen Region Krasnojarsk in Nordsibirien.

## Verlauf
Die Jangoda durchfließt das Nordsibirische Tiefland. Sie entspringt auf einer Seenplatte auf einer Höhe von etwa 100 m. Sie fließt anfangs 25 km nach Osten und biegt dann relativ scharf in Richtung Westsüdwest ab. Später fließt die Jangoda nach Westen und nimmt dabei mehrere größere Nebenflüsse auf, darunter der Onguoktach-Jurjach von rechts und die Große Sonite von links. Im Anschluss wendet sich die Jangoda auf den unteren 122 Kilometern in Richtung Nordnordwest. Die Jangoda mündet schließlich auf einer Höhe von etwa 23 m in den rechten Flussarm der Pjassina. Am Flusslauf gibt es keine Siedlungen.

## Hydrologie
Der mittlere Abfluss (MQ) liegt bei 70 m³/s. Der Fluss wird hauptsächlich von der Schneeschmelze gespeist. Die Zeit der größten Wasserführung beginnt üblicherweise in der ersten Junihälfte. Die Hochwasserperiode macht etwa 70 Prozent der jährlichen Wasserführung aus. In dieser Zeit tritt der Fluss über seine Ufer. Im Sommer gibt es eine Periode mit geringer Wasserführung. Im Sommer und im Herbst kommt es in der Regel nicht zu Hochwasser. Anfang Oktober bildet sich eine Eisschicht, die bis zu 250 Tage wärt.

## Einzugsgebiet
Die Jagoda entwässert ein 10.100 km² großes Areal. Das Einzugsgebiet grenzt im Norden und im Osten an das der Oberen Taimyra, im Süden an das der Dudypta sowie im Westen an das der oberstrom gelegenen Pjassina.